# 歧穗大黄
歧穗大黄（学名：Rheum przewalskyi）为蓼科大黄属下的一个种。

## 扩展阅读
維基物種上的相關：歧穗大黄